# Hermes da Fonseca
Hermes Rodrigues da Fonseca (phát âm tiếng Bồ Đào Nha: [ɛɾmis rodriɡis của fõsekɐ]; 12 tháng 5 năm 1855-9 tháng 9 năm 1923) là một người lính và chính trị gia người Brasil. Ông là cháu trai của Deodoro da Fonseca, Tổng thống Brasil đầu tiên, ông là Bộ trưởng bộ Chiến tranh năm 1906. Năm 1910, ông được bầu làm tổng thống thứ 8 của Brasil, ông cống hiến đến năm 1914.
Ông đã có một chuyến thăm chính thức tới Bồ Đào Nha khi có cuộc cách mạng lật đổ chế độ quân chủ Bồ Đào Nha và thay thế nó với một chế độ cộng hòa mới.

## Tiểu sử
Cha ông là từ Alagoas và phục vụ trong lực lượng vũ trang của Brasil; ông đã được chuyển đến San Gabriel để công tác. Hermes được sinh ra ở đó vào năm 1855. Khi cha của ông đã được gửi đến trận chiến Paraguay, gia đình ông trở về Rio de Janeiro.